# Álvaro González Alcaraz
Álvaro González Alcaraz (nascido em 29 de outubro de 1974) é um jogador espanhol de futebol de 5, que atua como goleiro. Atualmente pertence à equipe CDC de Málaga, pela qual venceu a Copa da Andaluzia.

## Paralimpíada
Como goleiro, integrou a seleção espanhola de futebol de 5 que conquistou a medalha de bronze nos Jogos Paralímpicos de Atenas 2004 ao derrotar a Grécia por 2 a 0. Participou também dos Jogos Paralímpicos de Londres 2012, onde a Espanha ganha outro bronze após derrotar a Argentina por 1 a 0.